# Maison natale de François Mitterrand
Pour les articles homonymes, voir Mitterrand (homonymie).
La maison natale de François Mitterrand est un musée français situé à Jarnac, en Charente. François Mitterrand (1916-1996), président de la République française de 1981 à 1995, y naît et y passe son enfance entre 1919 et 1934. Inscrite à l'inventaire supplémentaire des monuments historiques depuis le 20 décembre 2006, elle est labelisée « Maisons des Illustres » depuis 2011.

## Histoire
Cette grande demeure familiale traditionnelle charentaise, est construite au début du XIXe siècle, sur l’emplacement de l'ancien temple protestant de Jarnac, rasé en 1685 après la révocation de l’édit de Nantes par l'édit de Fontainebleau.
En 1850, elle est achetée par Léon Beauprés Lorrain, arrière grand-père du futur Président, qui s'y installe en tant que menuisier et négociant en bois. Son fils Jules Lorrain, produit du Cognac (eau-de-vie) un temps, puis poursuit l'activité familiale avec une tonnellerie / vinaigrerie à la fin du XIXe siècle. Yvonne Lorrain (fille du précédent) épouse Joseph Mitterrand, avec qui elle aura huit enfants, dont François Mitterrand, né le 26 octobre 1916, au premier étage de cette demeure familiale. En 1919 Joseph quitte sa carrière de chef de gare de la gare d'Angoulême de la Compagnie du chemin de fer de Paris à Orléans, pour reprendre et diriger l'entreprise de son beau père, et s'installer dans la demeure avec son épouse et ses enfants, en cohabitation avec les grands-parents, la tante et les cousins du futur président. Mitterrand y grandi entre 1919 et 1934. En 1925 il entre en pension au collège Saint-Paul d'Angoulême, obtient son baccalauréat en 1934, puis part poursuivre ses études à la Faculté de Droit et de Science politique de ParisIl fait une carrière politique et est élu Président de la République française entre 1981 et 1995 : « Ma vie politique m’a conduit vers un terroir différent, auquel j’ai voué beaucoup d’attachement. Pourtant, je n’ai jamais quitté vraiment Jarnac. Je reviens de temps à autre dans la maison où je suis né, dans la maison où mes parents, mes grands-parents ont vécu... Je revois le quai de l’Orangerie, juste au débouché de chez moi, avec les maisons bien dessinées, les tilleuls que je respirais avec passion ». Mitterrand vient régulièrement à Jarnac, avec ses frères, sœurs et cousin(e)s, dans cette maison et région à laquelle il est très attaché : « Quand j’y retourne, j’y retrouve ma maison telle qu’elle était, ce sont les mêmes pièces, les mêmes décors ».
En 1995, Mitterrand inaugure un musée à Jarnac avec une partie des cadeaux reçus durant ses mandats, situé 10 Quai de l'Orangerie.
Disparu le 8 janvier 1996 à Paris, François Mitterrand repose au cimetière des Grand’ Maisons de Jarnac, après une messe à l'église Saint-Pierre de Jarnac.

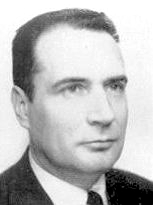
François Mitterrand en 1959
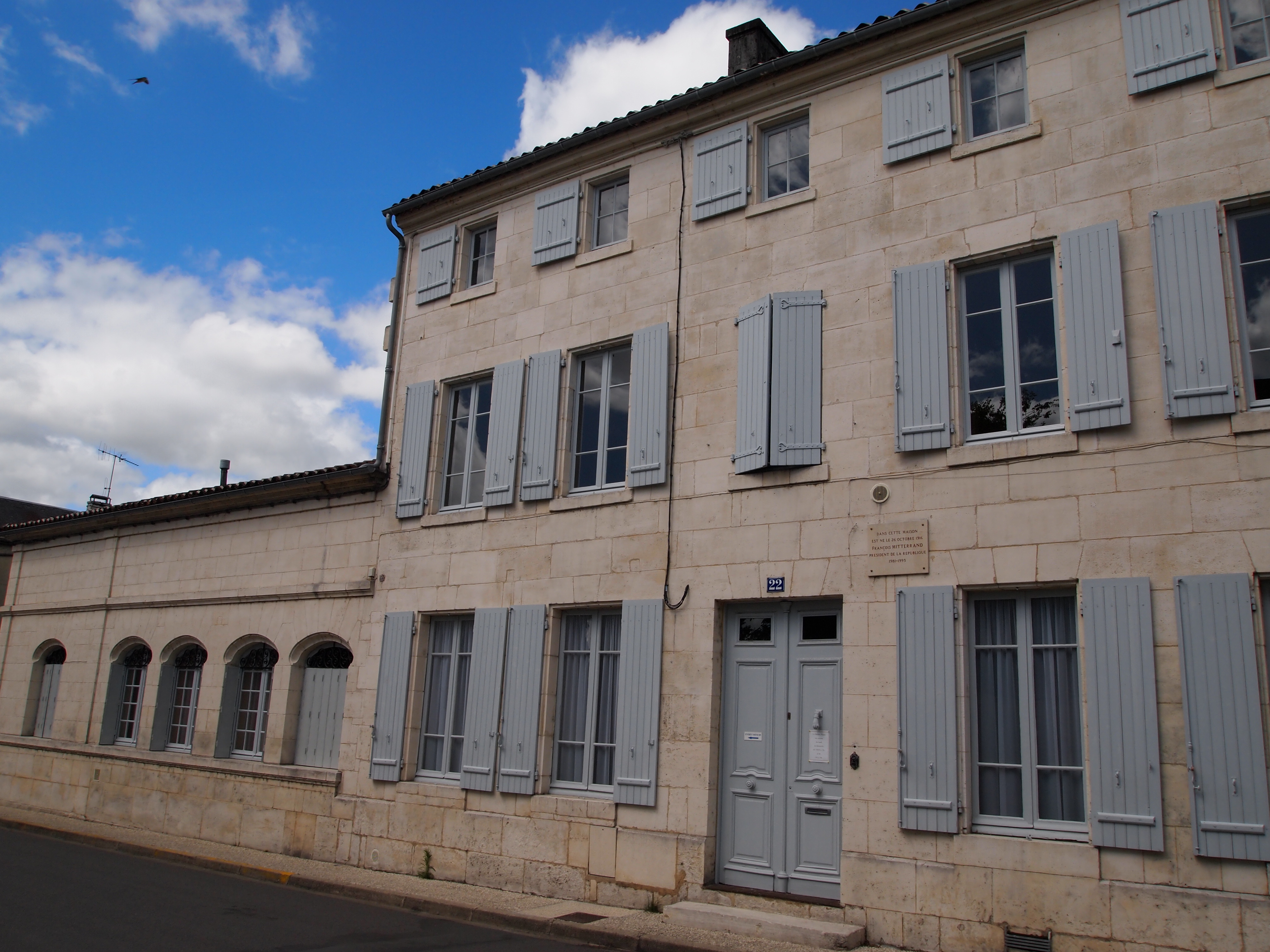
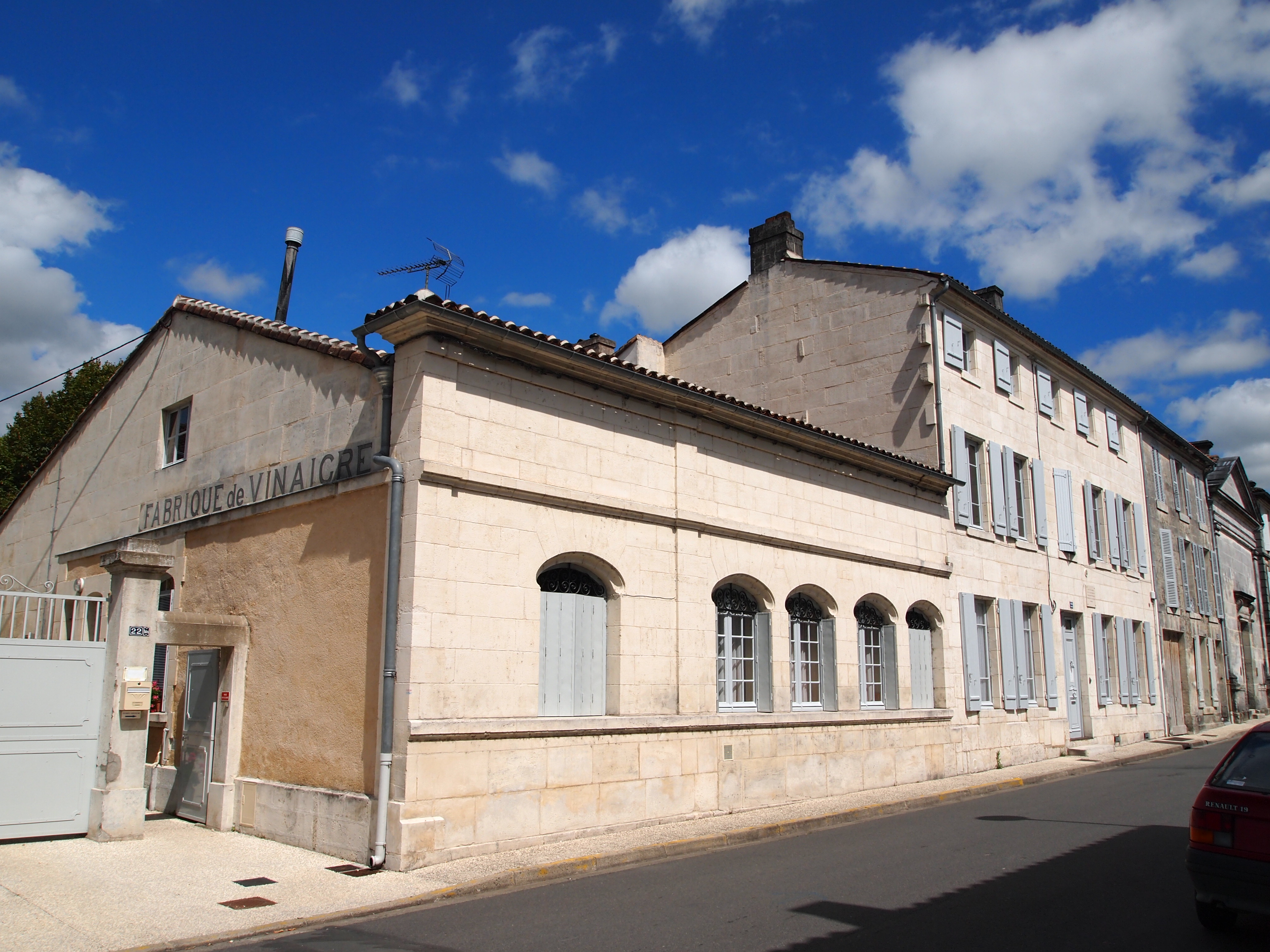

## Musée
En 1968 à la disparition de Joseph, Colette Landry (sœur aînée de Mitterrand) rachète la maison à ses frères et sœurs. Ses enfants et petits enfants en héritent en 2004, et la vendent à la municipalité de Jarnac en 2005. Entièrement rénovée en musée, et ouverte au public en 2006 pour l’occasion du 10e anniversaire de la disparition du Président. La mairie cède les lieux en 2011, pour 1 € symbolique, à l'Institut François-Mitterrand, qui en assure depuis la gestion, y héberge une partie de ses archives historiques, et y reçoit public et chercheurs,,.
La demeure familiale est préservée d'époque, avec salle à manger bretonne, salon rose, petit salon, cuisine, cour intérieure avec lavoir, jardin, plusieurs chambres à l'étage, ancienne vinaigrerie / tonnellerie, avec meubles, objets, photos et documents familiaux, livres, cahiers de classe, manuscrits de la vie de François Mitterrand et de quatre générations de sa famille maternelle.

### Autres lieux de mémoire
- Landes : Latche
- Morvan / Nièvre : Espace François-Mitterrand, musée du Septennat de François Mitterrand, hôtel Au Vieux Morvan,  ascension de la roche de Solutré